# Minamiawaji
Minamiawaji (japanska: 南あわじ市?, Minamiawaji-shi) är en stad i Hyōgo prefektur i Japan. Staden skapades 2005 genom en sammanslagning av fyra kommuner. Minamiawaji ligger på södra delen av ön Awaji vilket reflekteras i stadens namn som betyder södra Awaji.